# Lapidario (profesión)

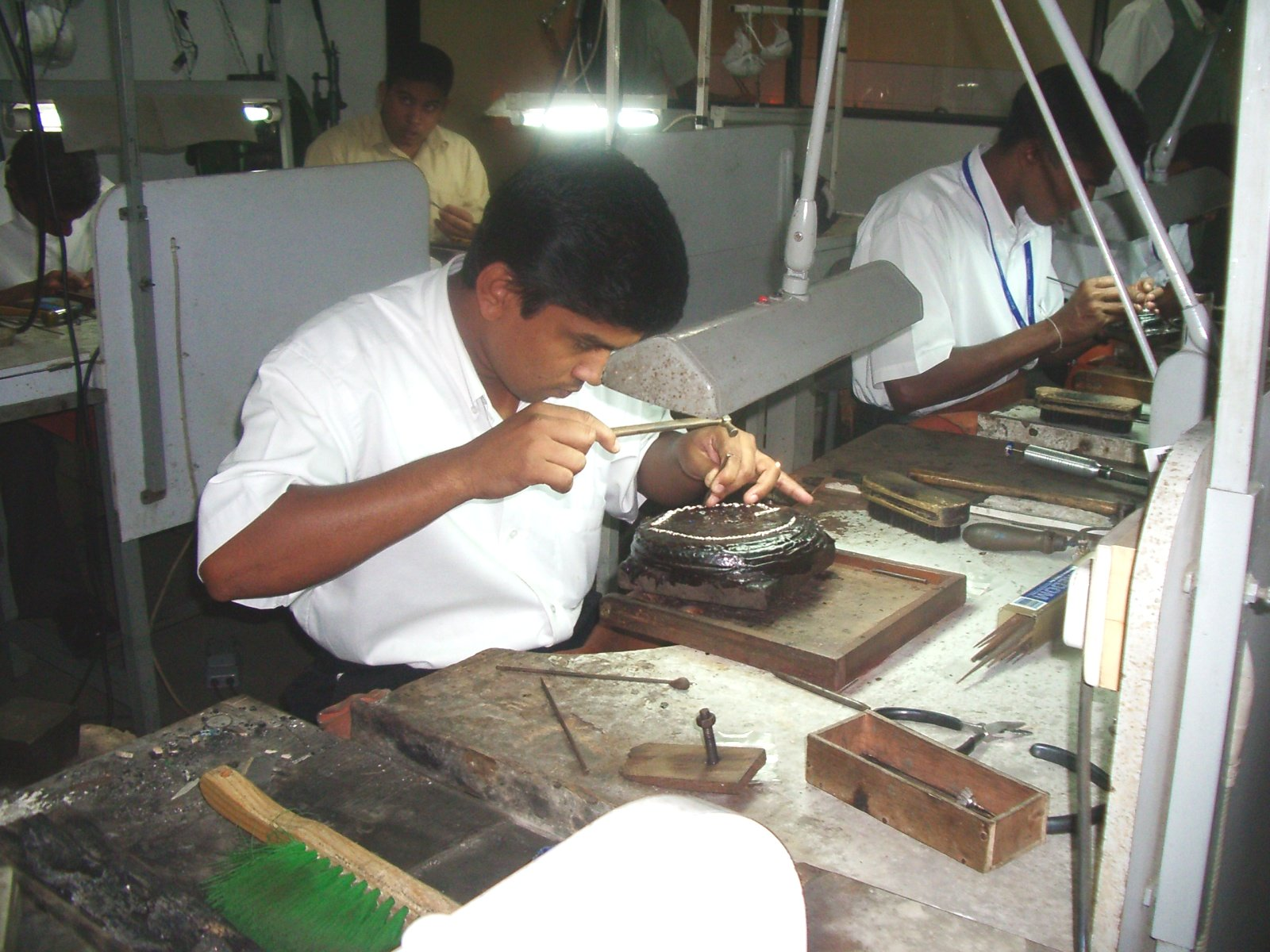
Lapidario trabajando zafiros en Sri Lanka

Se llama lapidario a la persona que tiene por oficio labrar piedras preciosas. 
Los instrumentos utilizados por el lapidario son:
- Molinete, compuesto por dos muelas que deben efectuar el frotamiento.
- Cuadrante, para tener sujeta la piedra mientras se la talla y pulimenta.
- Palo de cemento, con cuyo auxilio queda adherida con masilla o con soldadura de estaño.
- Polvo, que colocado entre las dos muelas con la piedra fina, va gastando ésta poco a poco y le da forma. Cuando se trata de diamantes, este polvo es también de diamante, empapado con aceite de oliva. Para las demás piedras, se utilizaba el trípoli o el estaño.

Las muelas son de acero muy dulce para el diamante; de cobre para los rubíes, topacios y zafiros y para las demás piedras tiernas o artificiales se emplean muelas de plomo, estaño o cinc. A veces, se asierran o se parten las piedras. Los diamantes se asierran con un alambre muy delicado impregnado de polvos de diamante; el partimiento o clivaje se hace con una hoja de acero bien templada. 
Aunque el arte del lapidario es muy antiguo, hasta el siglo XV no se logró tallar el diamante. 